# Conferința Națiunilor Unite pentru Comerț și Dezvoltare
Conferința Națiunilor Unite pentru Comerț și Dezvoltare (UNCTAD) este organ permanent specializat al Adunării Generale a ONU, cu sediul la Geneva, creat la 30 decembrie 1964 la Geneva . Actul de naștere al acestei organizații a fost semnat tot la aceeași dată. În prezent, organizația are peste 185 de țări-membre, inclusiv Republica Moldova.
La începutul anilor 1960, preocupărilor crescânde privind locul de țările în curs de dezvoltare în comerțul internațional a condus multe din aceste țări pentru a apela pentru convocarea unei conferințe cu drepturi depline în special dedicat abordarea acestor probleme și identificarea acțiunilor internaționale adecvate.
Prima Conferința Națiunilor Unite pentru Comerț și Dezvoltare (UNCTAD) a avut loc la Geneva în 1964. Având în vedere magnitudinea problemelor în cauză și necesitatea de a le aborda, conferința a fost instituționalizată pentru a răspunde la fiecare patru ani, cu reuniunea interguvernamentală între organismele de sesiuni și un secretariat permanent care să asigure sprijinul necesar de fond și de logistică . În același timp, țările în curs de dezvoltare stabilit Grupul celor 77 să își exprime preocupările. (Astăzi, G77 are 131 membri.)
Dezvoltarea Organizației cunoaște trei faze de dezvoltare:
Faza I: anii 1960-1970. În primul deceniu de funcționare UNCTAD își câștigă autoritatea prin funcționarea ca un forum interguvernamental pentru dialogul Nord-Sud și negocierele pe teme de interes pentru țările în curs de dezvoltare, inclusiv dezbateri privind „Noua Ordine Economică Internațională”, și de asemenea pentru, cercetările sale analitice și de consultanță politică pe probleme de dezvoltare.
Printre acordurile adoptate în acea perioadă se numără :
	Sistemul Generalizat de Preferințe (1968), prin care economiile dezvoltate acorda îmbunătățirea accesului pe piață pentru exporturile din țările în curs de dezvoltare.
	Un număr de acorduri internaționale care vizează stabilizarea prețurilor produselor de export crucial pentru țările în curs de dezvoltare.
	Convenția privind un cod de conduită al conferințelor maritime, care a consolidat capacitatea țărilor în curs de dezvoltare de a menține flotele naționale comerciale.
	Adoptarea unui set de principii acceptate în mod multilateral și reglementări pentru controlul de restricții în practicile de afaceri. Acest lucru mai târziu a evoluat în ceea ce este astăzi cunoscut sub numele de "comerțul și politicile de concurență".
În plus UNCTAD a fost o cheie care a contribuit la definirea obiectivului ca 0,7% din PIB să fie acordat de către țările dezvoltate ca ajutor oficial pentru ridicarea nivelului de trai a țărilor sărace. A contribuit la identificarea grupului țărilor cele mai sărace și a devenit punctul focal al ONU pentru combaterea sărăciei.
Faza II cuprinde anii 1980. În această perioadă UNCTAD se confruntă cu o schimbare de mediu economic și politic. Strategia de dezvoltare a devenit tot mai orientată spre liberalizarea comerțului și privatizarea întreprinderilor de stat. Această perioadă mai este numită și „deceniul pierdut”, deoarece în ciuda programelor de ajustare structurală a Băncii Mondiale și Fondului Monetar Internațional, cele mai multe țări în curs de dezvoltare s-au confundat în datorii externe și au cunoscut o creștere negativă.
În lumina acestor evoluții UNCDAT își multiplică eforturile care vizează consolidarea conținutului analitic al dezbaterilor sale interguvernamentale, în special în ceea ce privește managementul macroeconomic și probleme financiar-monetare internaționale, extinderea domeniului de aplicare a activităților menită să ajute țările în curs de dezvoltare să se integreze în sistemul economic mondial, mai ales prin asistența tehnică.
Faza III: cuprinde anii 1990 până în prezent. În această perioadă au loc următoare le evoluții în context internațional:
-	Are loc încheierea Rundei Uruguay de negocieri comerciale în cadrul GATT care a dus la crearea Organizației Mondiale a Comerțului în 1995, care a condus la o consolidare a cadrului legal care reglementează comerțul internațional.
•	creștere spectaculoasă în fluxurile financiare internaționale a condus la creșterea instabilității financiare și volatilitatea.
-	În acest context, analiza UNCTAD a dat o avertizare timpurie privind riscurile și impactul distructiv al crizei financiare asupra dezvoltării. În consecință, UNCTAD a subliniat necesitatea unei orientări spre dezvoltarea "arhitecturii financiare internaționale".
-	Fluxurile de investiții străine directe a devenit o componentă majoră a globalizării.
-	UNCTAD a subliniat necesitatea unei abordări diferențiate la problemele țărilor în curs de dezvoltare. Conferință a zecea, a avut loc la Bangkok, în februarie 2000, a adoptat o declarație politică - "The Spirit of Bangkok" - ca o strategie pentru a aborda agenda de dezvoltare într-o lume de globalizare.
În ultimii ani, UNCTAD a concentrat eforturile sale de cercetare analitice privind legăturile dintre comerț, investiții, tehnologie și dezvoltarea întreprinderilor. A înaintat o "agendă pozitivă" pentru țările în curs de dezvoltare în cadrul negocierilor comerciale internaționale, conceput pentru a ajuta țările în curs de dezvoltare în mai bună înțelegere a complexității negocierilor comerciale multilaterale și în formularea pozițiilor lor. Și-a extins și a diversificat asistența tehnică, care astăzi se referă la o gamă largă de domenii, inclusiv negocierele comerciale, de soluționarea problemelor legate de comerț; de gestionare a datoriei, recenzia politicii de investiții și de promovare a spiritului antreprenorial.